# Hans Joachim Moser

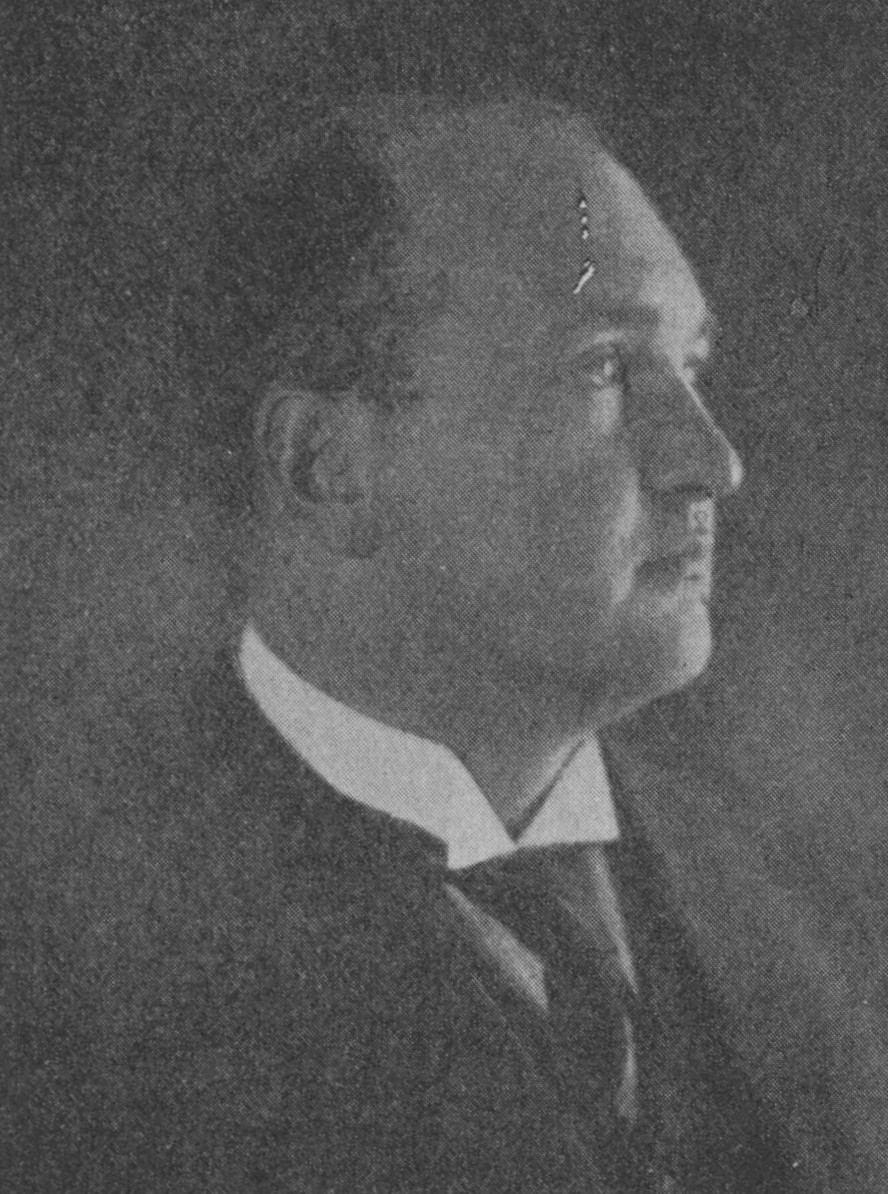
Hans Joachim Moser, um 1929

Hans Joachim Moser (* 25. Mai 1889 in Berlin; † 14. August 1967 ebenda) war ein deutscher Musikwissenschaftler, Komponist, Sänger und Schriftsteller. 

## Leben
Moser war der Sohn des Musikprofessors Andreas Moser (1859–1925). Er machte 1907 sein Abitur am Berliner humanistischen Bismarck-Gymnasium. Er studierte Musikgeschichte (u. a. bei Gustav Jenner und Robert Kahn), Germanistik und Philosophie in Marburg, Berlin und Leipzig und bei seinem Vater Violine. Mit der Arbeit Die Musikergenossenschaften im deutschen Mittelalter wurde er 1910 in Rostock promoviert. Während seines Studiums sang er im Chor der Sängerschaft St. Pauli Leipzig.
Er nahm als Leutnant am Ersten Weltkrieg teil, habilitierte sich 1919 an der Universität Halle und wurde 1922 außerordentlicher Professor. Er wurde Mitglied der Sängerschaft Salia Halle. 1925 folgte er einem Ruf nach Heidelberg. 1927 bis 1933 war er als Nachfolger von Carl Thiel Direktor der Staatlichen Akademie für Kirchen- und Schulmusik in Berlin. Gleichzeitig erhielt er eine Honorarprofessur an der Universität Berlin.
1933 verlor Moser seine Honorarprofessur an der Universität Berlin. Der NS-Forscher Michael Grüttner schrieb 2007, dies habe keine politischen Gründe gehabt. Moser wurde vorgeworfen, als Direktor der Staatlichen Akademie Studentinnen, mit denen er intime Beziehungen hatte, Vorteile verschafft zu haben. „Mitwisser ließ er aus der Akademie entfernen.“
Er trat trotz der bestehenden Aufnahmesperre zum 1. April 1936 in die NSDAP ein (Mitgliedsnummer 3.751.261). 1938 wurde Moser stellvertretender Leiter der Reichsstelle für Musikbearbeitungen im Reichsministerium für Volksaufklärung und Propaganda; von 1940 bis 1945 war er deren Generalsekretär. Unter seiner Ägide vergab die Reichsstelle ab 1940 auch Aufträge zur „Arisierung“ der Oratorien von Georg Friedrich Händel. In der Zeit von 1938 bis 1940 schrieb Moser zusätzlich für das SS-Blatt Germanien. 1944 publizierte er in Rosenbergs Zeitschrift Musik im Kriege.
Moser erhielt 1947 eine Professur an der Universität Jena, wurde nach zwei Monaten jedoch wegen seiner Tätigkeit im Propagandaministerium entlassen. 1950 bis 1960 wirkte Moser als Direktor am Städtischen Konservatorium in West-Berlin. 1963 wurde ihm die Mozartmedaille der Mozartgemeinde Wien verliehen.
Moser verfasste Studien über zahlreiche Komponisten, wie Paul Hofhaimer, Heinrich Schütz und Johann Sebastian Bach sowie Studien über Das deutsche Lied seit Mozart. In den 1920er Jahren veröffentlichte er eine mehrfach aufgelegte zweibändige Geschichte der deutschen Musik. 
Nach dem Zweiten Weltkrieg schrieb Moser eine Geschichte der evangelischen Kirchenmusik in Deutschland und zahlreiche biographische Abhandlungen, wie z. B. die Musikgeschichte in 100 Lebensbildern. Sein Musik-Lexikon erlebte bis 1955 vier Auflagen. Dessen 2. Auflage von 1943 ist stark von nationalsozialistischem Gedankengut durchdrungen (Personen werden entsprechend den Nürnberger Rassegesetzen als (j.) oder (hj.) gekennzeichnet; von Offenbach heißt es, er habe mit dem Instinkt seiner „Rasse“ für Wirkungen gesorgt; Mahlers 10 Sinfonien seien projüdisch maßlos überschätzt worden und wiesen banale Erfindungen und leerlaufende Längen auf). In der 3. Auflage des Musik-Lexikons (1951) sind derartige Zuschreibungen wieder entfernt. Die Lebensbilder (Reclam 1958) zeigen aber sein weiterhin völkisches Denken, etwa im Artikel zu Mozart: „In der südlich überfremdeten Welt Salzburgs (von wo kurz zuvor Tausende volksbewußter Protestanen ausgetrieben worden waren) errang er sich schrittweise deutsche Gesinnung und trug zur Weltgeltung unserer Musik entscheidendes bei.“ 1957 erschien das in der Tradition des Germanisten Josef Nadler stehende Buch Die Musik der deutschen Stämme. Moser war der Neubearbeiter der Denkmäler Deutscher Tonkunst (DDT).
Mosers kompositorisches Œuvre umfasst Klavierstücke, Lieder, Schauspielmusiken und Chorwerke.
Hans Joachim Moser starb Mitte August 1967 im Alter von 78 Jahren in Berlin. Die Beisetzung erfolgte auf dem landeseigenen Friedhof Heerstraße im heutigen Ortsteil Berlin-Westend. Das Grab ist nicht erhalten.

### Familie
Moser war zweimal verheiratet. Nach zwei Kindern aus erster Ehe hatte er mit seiner zweiten Ehefrau Dorothea geb. Duffing vier Kinder, darunter die Sängerin Edda Moser (* 1938) und den Cellisten Kai Moser (* 1944). Die Söhne Dietz-Rüdiger Moser (1939–2010), Volkskundler und Literaturwissenschaftler, und Wolf-Hildebrand Moser (* 1943), Opernsänger (Tenor), stammen aus der Verbindung zu Hanna Walch (1910–2004), mit der Moser nicht verheiratet war. Hanna Walch war eine Urenkelin von Clara Schumann.

## Schriften
- Geschichte der deutschen Musik. 
  - Band 1: von den Anfängen bis zum Beginn des dreißigjährigen Krieges; archive.org.
  - Band 2 (1. Halbband): Vom Beginn des dreißigjährigen Krieges bis zum Tode Joseph Haydns;  archive.org.
- Musik-Lexikon.
  - 2. Auflage, Max Hesses Verlag, Berlin 1943; archive.org.
  - 4. Auflage 1955 (2 Bände, Band 1: archive.org).
- zusammen mit Fred Quellmalz: Volkslieder des 15. Jahrhunderts aus St. Blasien. In: Volkskundliche Gaben. John Meier zum siebzigsten Geburtstage dargebracht, Berlin: de Gruyter 1934, S. 146–156.
- Orgelromantik. Ein Gang durch Orgelfragen von vorgestern und übermorgen. Ludwigsburg 1961. 110 S.
- Der evangelische Choral als rhythmisches Gebilde. Grundsätze der Choralharmonisierung. Verlag von Johannes Jehle, Ebingen (Württemberg) 1921. 32 S.